# Harry Thickitt
Harry Thickitt, właśc. Henry Thickitt (ur. 28 marca 1872 w Doncaster, zm. 15 listopada 1920 w Trowbridge) – angielski piłkarz występujący na pozycji obrońcy.
W barwach Sheffield United rozegrał 259 spotkań w Division One. Zadebiutował w tych rozgrywkach 9 grudnia 1893 w przegranym 0:3 meczu z Evertonem, a 17 września 1898 w zremisowanym 1:1 pojedynku ze Stoke, strzelił swojego jedynego gola w Division One.
Wraz z Sheffield zdobył mistrzostwo Anglii w 1898 roku, dwukrotnie triumfował też w rozgrywkach Pucharu Anglii (1899, 1902).
Rozegrał dwa spotkania w reprezentacji Anglii. Zadebiutował w niej 20 marca 1899 w wygranym 4:0 meczu British Home Championship przeciwko Walii, a po raz drugi wystąpił 8 kwietnia 1899 w wygranym 2:1 pojedynku tego samego turnieju ze Szkocją.